# Melanie
Pour les articles homonymes, voir Mélanie.
 (avril 2025).
Si vous disposez d'ouvrages ou d'articles de référence ou si vous connaissez des sites web de qualité traitant du thème abordé ici, merci de compléter l'article en donnant les références utiles à sa vérifiabilité et en les liant à la section « Notes et références ».
Melanie Safka (née le 3 février 1947 à New York, État de New York, et décédée le 23 janvier 2024 à Nashville, dans le Tennessee), mieux connue sous son seul prénom Melanie, est une chanteuse, auteure et compositrice américaine. Elle compte plus de 80 millions de disques vendus dans le monde. Elle est surtout connue pour sa composition Look What They've Done to My Song Ma en 1970. Elle est aussi la première chanteuse pop rock à donner un concert dans les lieux suivants : le Carnegie Hall, la Metropolitan Opera, l'Opéra de Sydney, et l'Assemblée générale des Nations unies, où des délégués se sont levés pour l'acclamer. Elle est porte-parole de l'UNESCO en 1971.
Entre 1969 et 2004, Melanie sort un album par an. Ils sont tous produits par son mari, Peter Schekeryk (1942-2010). Le couple a trois enfants, qui sont aussi musiciens : Leilah, Jeordie, et Beau « Virtuoso » Jarred Schekeryk. Ils ont aussi deux petits-enfants.

## Biographie

### Débuts
Melanie est naît et grandit dans le quartier d'Astoria dans l'arrondissement new-yorkais de Queens. Elle apparaît pour la première fois à la radio à l'âge de 4 ans avec la chanson Gimme a Little Kiss. La chanson est enregistrée par Shirley Temple. Elle fréquente l'école Red Bank High School de Red Bank dans le comté de Monmouth, dans l'État du New Jersey. Elle commence véritablement à chanter à 16 ans dans des boîtes de nuit et des cafés de Greenwich Village. En même temps, elle étudie un peu le théâtre à l'American Academy of Dramatic Arts. 
En 1967, elle se rend à une audition pour acteurs à Broadway. Le portier, voyant qu'elle porte une guitare, la dirige par erreur vers le bureau de Peter Schekeryk (son futur mari), un producteur de chez Columbia Records. Celui-ci lui fait signer un contrat et devient son manager. Elle enregistre quatre chansons pour ce label discographique, dont Beautiful People, mais devant l'échec commercial que constitue son premier disque, Columbia ne souhaite pas qu'elle y poursuive sa carrière.

### Premiers succès

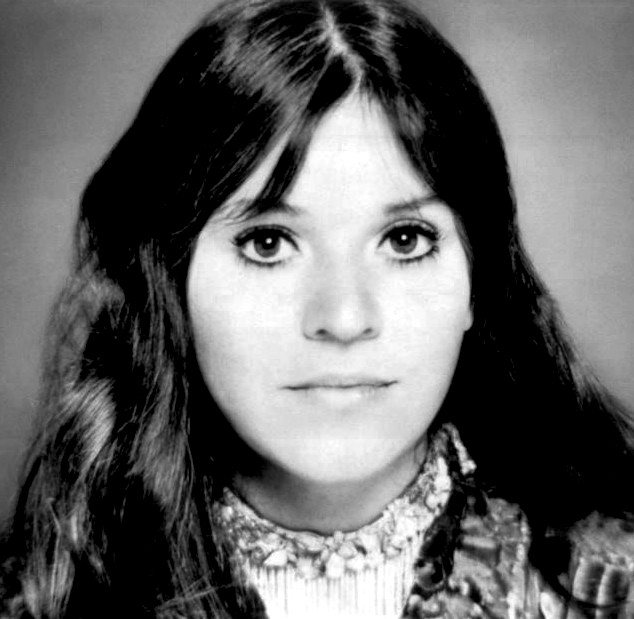
Melanie en 1975.

Melanie signe donc avec son mari chez Buddah Records en 1969 et sort son premier album : Born to Be. C'est en Europe qu'elle connaît son premier véritable succès. Sa chanson Bobo's Party reste no 1 dans les hit-parades français plusieurs semaines de suite en 1969. La même année, elle connaît aussi le succès aux Pays-Bas avec la chanson Beautiful People où elle se reconnaît hippie. Par contre, aux États-Unis, son pays natal, il faut attendre le festival de Woodstock et son concert du 16 août 1969. Durant celui-ci, pour la première fois dans l'histoire de la pop, le public allume des bougies (ce qui inaugure une tradition). Cela inspire Melanie, et elle écrit la chanson Lay Down (Candles in the Rain), qui est un succès dans toute l'Europe et les États-Unis, en 1970. C'est un hommage au public de Woodstock, une chanson enregistrée avec les Edwin Hawkin Singers. Cet autre titre What Have They Done to My Song, Ma devient un standard en Europe.
En été 1970, elle multiplie les concerts. Elle est une des seules artistes à se rendre au Festival de Powder Ridge malgré l'interdiction des autorités, pour chanter devant 30 000 personnes le 1er août 1970. Le 6 et 7 août, elle enchaîne le festival Strawberry Fields à Mosport Park, Ontario. Le 26 et 30 août, elle est en Angleterre pour le Festival de l'île de Wight.

### Neighborhood Records
Se disputant avec son label discographique, Melanie monte en 1971 avec Schekeryk son propre label : Neighborhood Records (en). C'est sous ce label que sort Brand New Key (en), son plus gros hit. Il sera 18 semaines no 1 des charts américains, et se vendra dans le monde à plus d'un million d'exemplaires. Il sera aussi censuré sur quelques radios à cause d'allusions sexuelles. Pourtant, Melanie réfute le fait que celles-ci aient été délibérées[réf. nécessaire] : « J'ai écrit Brand New Key en 15 minutes un soir. Je la trouvais mignonne ; un genre de vieille mélodie des années 1930. J'imagine que la clé et la serrure ont toujours été des symboles freudiens, et assez évidents d'ailleurs. Il n'y avait pas de message sérieux derrière la chanson, mais les gens y ont lu des choses. Ils ont inventé des histoires incroyables au sujet des paroles et de ce que voulait dire la chanson. Dans certains endroits, elle a même été interdite à la radio.
Mon idée des chansons, c'est qu'une fois qu'on les a écrites, on a très peu à dire sur leur vie après. C'est comme avoir un enfant. Tu conçois une chanson, tu la délivres, et ensuite tu lui donnes le meilleur départ que tu peux. Après, elle est toute seule. Les gens la prendront comme ils veulent la prendre. » En 1975, Neighborhood Records ferme.

### Années 1980–2010
À la fin des années 1980, Melanie compose le thème de la série télévisée La Belle et la Bête. En 2004, elle sort l'album Paled by Dimmer Light qui est une coproduction de Peter et Beau Jarred (son fils) Schekeryk.
En 2015, elle participe à la Backyard Session de Miley Cyrus, chantant avec elle sa chanson Look What They've Done to My Song Ma ainsi que la chanson Yaw Baby et Peace Will Come.

### Décès
Melanie Safka décède à Nashville à l'âge de 76 ans le 23 janvier 2024 à Nashville, dans le Tennessee.

## Style musical
D'inspiration folk, elle ne se reconnaît dans aucune catégorie particulière. Elle explique : « J'aime tous les genres de musique mais ce que je préfère, c'est mélanger si bien des styles différents dans une chanson qu'à la fois la chanson et moi transcendons les catégories. Je déteste être catégorisée : country, pop, quoi que ce soit. Le truc c'est de devenir un être musical atemporel, avec des chansons musicales atemporelles[réf. nécessaire]. »

## Reprises
La chanson hip-hop The Nosebleed Section (2003) des Australiens Hilltop Hoods sample beaucoup sa chanson People In The Front Row.
Ses chansons sont reprises entre autres par Cher, Daliah Lavi, Dolly Parton, Macy Gray, Dalida et Stephan Eicher, ou encore Anaïs et Arno. En 2012 Miley Cyrus a repris la chanson Look what They've done to my song lors de son Backyard Session. En 2020 Morrissey a repris la chanson Some say I got devil dans son album California Son.

## Discographie
- 1968 : Born to Be (en)
- 1969 : Affectionately Melanie (en)
- 1970 : Candles in the Rain
- 1970 : Leftover Wine (en)
- 1970 : R.P.M. (musique du film avec Perry Botkin Jr. et Barry De Vorzon)
- 1971 : The Good Book (en)
- 1971 : Gather Me (en)
- 1972 : Garden in the City (en)
- 1972 : Stoneground Words (en)
- 1973 : In Concert - Live at Montreux
- 1973 : Melanie at Carnegie Hall (en)
- 1974 : Madrugada (en)
- 1975 : As I See It Now
- 1975 : Sunset and Other Beginnings
- 1976 : Photograph (en)
- 1978 : Phonogenic - Not Just Another Pretty Face
- 1979 : Ballroom Streets (en)
- 1982 : Arabesque
- 1983 : Seventh Wave
- 1985 : Am I Real or What
- 1987 : Melanie - Back in town
- 1988 : Cowabonga - Never Turn Your Back on a Wave
- 1991 : Precious Cargo
- 1993 : Silence Is King
- 1993 : Freedom Knows My Name
- 1996 : Old Bitch Warrior
- 1999 : Recorded Live @ Borders
- 2001 : These Nights
- 2002 : Victim of the Moon
- 2002 : Crazy Love
- 2003 : Moments from My Life
- 2004 : Paled by Dimmer Light
- 2010 : Ever Since You Never Heard of Me

## Distinctions

### Récompenses
- 1989, Emmy Awards : pour les paroles de la chanson The First Time I Loved Forever, générique de la série télévisée Beauty and the Beast.